# Deidre Holland
Deidre Holland (* 1966 in Utrecht) ist das Pseudonym einer ehemaligen niederländischen Pornodarstellerin und Mitglied der AVN Hall of Fame. Holland begann ihre Karriere im Jahr 1989 und beendete sie 1998. Sie hatte einen Exklusiv-Vertrag bei Vivid und hat laut IAFD in 104 Filmen mitgespielt. Holland bekam zweimal den AVN Award und einmal den XRCO Award. 1999 wurde sie in die AVN Hall of Fame aufgenommen. Sie war von 1989 bis 1994 mit Jon Dough verheiratet.

## Auszeichnungen
- 1991: AVN Award als „Best Supporting Actress – Film“ für Veil
- 1992: XRCO Award in der Kategorie „Best Girl-Girl Scene“ für Chameleons: Not The Sequel
- 1993: AVN Award in der Kategorie „Best All-Girl Sex Scene – Film“ für Chameleons: Not The Sequel
- 1999: Aufnahme in die AVN Hall of Fame